# マギー・ニコルズ
マギー・ニコルズ（Maggie Nicols、または元々パフォーマーとしての名前を綴っていたNichols、1948年2月24日 - ）は、スコットランドのフリー・ジャズやインプロヴィゼーションのボーカリスト、ダンサー、パフォーマー。

## 略歴

### 生い立ちと初期のキャリア
ニコルズは、マーガレット・ニコルソンとしてエディンバラに生まれた。彼女の父親はスカイ島出身で、母親は北アフリカ出身のフランス人とベルベル人のハーフであった。10代半ばに学校を卒業し、ウィンドミル・シアターでダンサーとして働き始めた。彼女が最初に歌で雇用されたのは、1965年にマンチェスターのストリップ・クラブだった。その頃、彼女はジャズに夢中になり、ビバップ・ピアニストのデニス・ローズとともに歌った。それ以来、彼女はパブ、クラブ、ホテル、そしてダンス・バンドで、最高のジャズ・ミュージシャンの何人かと一緒に歌うようになった。このような状況の中で、彼女はダンサーとして1年間、海外で働いた（パリのムーラン・ルージュでの6か月間を含む）。
1968年、彼女はロンドンに行き、（Maggie Nicholsとして）ジョン・スティーヴンス、トレヴァー・ワッツ、ジョニー・ダイアニとともに、初期の即興グループであるスポンティニアス・ミュージック・アンサンブルに参加した。このグループは、その年にベルリンの新しい前衛的なフェスティバル、トータル・ミュージック・ミーティングで演奏した。1970年代初頭、彼女はスティーヴンスが紹介したフリー・インプロヴィゼーションのテクニックを使って、オーヴァル・ハウス・シアターでボイス・ワークショップを開始した。彼女はいくつかの作品に出演し、地元のロック・バンドと定期的にリハーサルを行った。その後まもなく、彼女はキース・ティペットによる50人編成のブリティッシュ・ジャズ/プログレッシブ・ロックのビッグバンド、センティピードのメンバーとなった。これには、ジュリー・ティペッツ、フィル・ミントン、ロバート・ワイアット、ドゥドゥ・プクワナ、アラン・スキドモアが参加していた。彼女は自分のグループ「Okuren」を結成し、後にティペッツ、ミントン、ブライアン・イーレイに加わってボーカル・グループ「Voice」を結成した。同じ頃、彼女はスコットランドのパーカッショニスト、ケン・ハイダー（当時、ロンドンに引っ越したばかり）と彼のバンド、タリスカーとのコラボレーションを始めた。1978年、ニコルズはボーカリストのジュリー・ティペッツと一緒にFMPレーベルで『Sweet and S'ours』というアルバムをレコーディングしている。
1970年代後半までに、ニコルズは活発なフェミニストとなり、リンジー・クーパーとヨーロッパ全土で活動するフェミニスト・インプロヴァイジング・グループを共同で設立した。彼女はまた、1980年に始まり、音楽やダンスを含むさまざまなメディアでの即興演奏やその他の演奏モードを扱った女性のワークショップ・パフォーマンス・グループである「Contradictions」を組織した。ニコルズは長年にわたり、「Changing Women Theater Group」などの他の女性グループと協力し、ゴールデンタイムのテレビ・シリーズ『Women in Sport』の音楽を執筆してきた。彼女はまた、ブレヒトの「The Caucasian Chalk Circle」の普通株式青年劇場による制作のための音楽を作曲した。 

### その後のキャリア
ニコルズはまた、スイスのピアニストであるイレーネ・シュヴァイツァー、フランスのベーシストであるジョエル・レアンドルと、ツアーやトリオ「Les Diaboliques」としての3枚のレコーディングを含め、長年にわたって定期的に協力してきた。1991年に彼女はロンドンで毎週、フリー・インプロヴィゼーション・ミーティングを始めた。それは「The Gathering」として知られるようになり、そのテイストはアルバム『The Gathering: For John Stevens』に記録された。2020年、彼女はカフェ・オトのTakurokuレーベルからデビュー・ソロ・アルバム『Creative Contradiction: Poetry, Story, Song & Sound』をリリースした。

## ディスコグラフィ

### リーダー・アルバム
- Sweet and S'ours (1982年、FMP) ※with ジュリー・ティペッツ
- Live at the Bastille (1982年、Sync Pulse) ※with ジョエル・レアンドル、リンジー・クーパー
- Nicols 'n' Nu (1985年、Leo) ※with Peter Nu
- Don't Assume (1987年、Leo) ※with Peter Nu
- The Storming of the Winter Palace (1988年、Intakt) ※with イレーネ・シュヴァイツァー
- Transitions (2002年、Emanem) ※with Caroline Kraabel, Charlotte Hug
- The Gathering: For John Stevens (2003年、Emanem) ※The Gathering名義
- Human (2012年、Whi Music) ※with Phil Hargreaves
- Other Worlds (2017年、FMR) ※with Peter Urpeth
- Energy Being (2019年、FMR) ※with the Glasgow Improvisers Orchestra
- Creative Contradiction: Poetry, Story, Song & Sound (2020年、Takuroku)

その他
- スポンティニアス・ミュージック・アンサンブル : John Stevens/Spontaneous Music Ensemble (1969年、Marmalade Records)
- センティピード : 『セプトーバー・エナジー』 - Septober Energy (1971年、RCA/Neon)